# Andy Bown

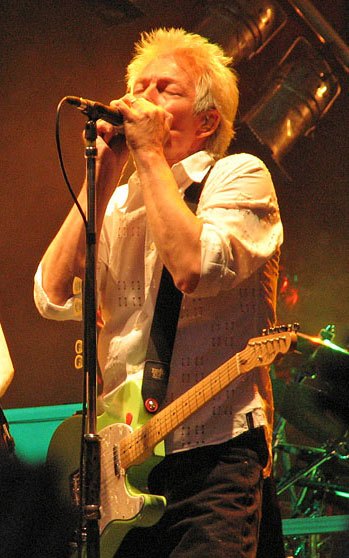
Andy Bown

Andy Bown (nascido Steven Andrew Bown, 27 de março de 1946, Londres, Inglaterra) é um músico inglês, que se especializou em teclados e baixo.
A primeira grande banda de Bown foi o The Herd, juntamente com Peter Frampton. Depois que o The Herd foi dissolvido, ele passou dois anos com o Jump Judas, que foi o ato de abertura do Festival da Ilha de Wight em 1970. Ele tocou baixo para Frampton na década de 1970 e começou a tocar teclado para o Status Quo em 1973 como músico de estúdio, primeiro aparecendo em seu álbum Hello! naquele ano. Juntou-se ao Status Quo como membro pleno em 1976.
Bown lançou dois singles em meados e final dos anos 1970, chamados de "Nova York Satyricon Zany" e "Another Shipwreck". Ele também lançou cinco álbuns - entre eles "Gone to my head", em 1972.
Ele era o baixista no "Surrogate Band" durante a Turnê de The Wall do Pink Floyd em 1980 e 1981. Ele também fez alguns teclados para o álbum do Pink Floyd The Final Cut. Andy Bown também tocou órgão Hammond e guitarra de 12 cordas durante a gravação do álbum solo de Roger Waters The Pros and Cons of Hitch Hiking, em 1984, mas não fez parte da excursão subsequente de Waters.
Ele até hoje toca teclado, violão e gaita com o Status Quo, e é parte integrante da banda, tendo co-escrito muitas bem conhecidas canções do Quo em vários álbuns de estúdio, a mais proeminente delas uma colaboração com Rick Parfitt no hit do grupo de 1979 chamado "Whatever You Want".